# Mojokerto
Mojokerto – miasto w Indonezji na wyspie Jawa w prowincji Jawa Wschodnia nad rzeką Brantas; powierzchnia 16,46 km²; 113 tys. mieszkańców (2005).
W pobliżu leżał Trowulan – stolica królestwa Majapahit z XIII–XVI w.
Około 10 km na północ od miasta znajduje się stanowisko paleoantropologiczne; 13 lutego 1936 roku znaleziono tam uszkodzoną czaszkę pitekantropa z dolnego plejstocenu, nazwanego Homo modjokertensis.